# Andrássy út
Az Andrássy út (1957-től 1990-ig: Népköztársaság útja) Budapest 2310 m hosszúságú sugárútja, mely Budapest VI. kerületét, a Terézvárost szeli át. Az út a Belvárost köti össze a Városligettel. Az V. és a VI. kerület határától a VI. és a XIV. kerület határáig tart. Alatta halad az 1-es metró.

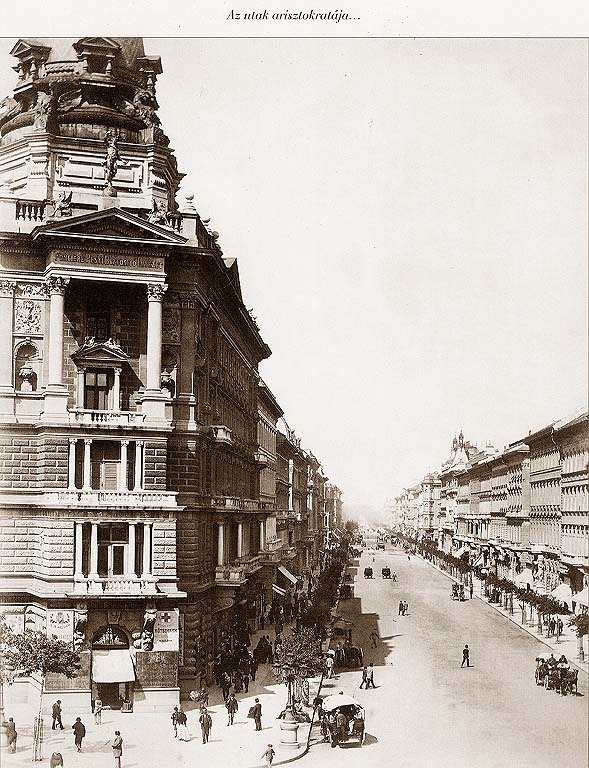
Az Andrássy út Belváros felőli kezdete, 1875 körül

Az Andrássy út az alatta haladó Millenniumi Földalatti Vasúttal és a végében fekvő Hősök terével együtt 2002-ben a világörökség része lett.

## Története
Korábbi nevei: 1768-tól Ellbogengasse (Könyök utca) a Bajcsy-Zsilinszky út és a Dalszínház utca között, az 1830-as évektől egy része Schiffmannsplatz (Hajós tér), később Herminenplatz (Hermina tér), az 1840-es években a Hajós utca és a Liszt Ferenc tér között Maurergasse (Kőmíves utca). A teljes lefutás hosszában 1883-tól Sugárút (Radialstrasse), 1886-tól Andrássy út, 1950-től Sztálin út, 1956 októberétől Magyar Ifjúság útja, 1957-től Népköztársaság útja, 1990-től Andrássy út.
Terézváros fő ütőere a 19. századig a Király utca volt, ez kötötte össze a Belvárost a külső területekkel és a Városligettel. Bár a Király utcán még villamos is közlekedett, keskeny vonalvezetése miatt a század közepére már nem volt képes a megnövekedett forgalom kiszolgálására. Ezen kívül Terézváros zsúfolt beépítettsége elzárta a természetes légáramlásokat, így tovább nehezítve az amúgy is egészségtelen és zsúfolt városrész helyzetét.
A Pesti Hírlap 1841. évi 18. számában jelent meg Kossuth Lajos „Mire van szüksége Pest városának, hogy magára fővárosi alakot öltsön?” című írása, melyben a Városerdőig nagy fasorok ültetését kívánta. „Mi szép és kényelmes leend a pestiekre nézve ez árnyas fasorok közt a Lánchídtól kezdve egész a Városerdőig mintegy parkban sétálni s kocsizni, kikerülve a szűk ronda Király utcát s annak unalmas vég nélküli házsorát.”
A problémák orvoslására vetette fel gróf id. Andrássy Gyula miniszterelnök egy új sugárút építésének tervét (Már a reformkorban is gondoltak egy új út létesítésére itt, lásd keretes cikk). Eleinte néhány képviselő ellenezte a tervet, mivel az új sugárút gyakorlatilag nem kapcsolódott az akkori országutakhoz. Végül 1870 decemberében a képviselőház rábólintott a tervekre, és 1870. évi LX. törvénycikkben a Sugárút építésével kapcsolatban a terület megszerzésére és kiépítésére 6,7 millió koronát, a kisajátításokra pedig további 9,7 millió koronát szavazott meg. Utóbbi összeg az újonnan kialakítandó telkek eladásából visszafizetendő volt. Bár a Sugárút építése 1871-ben elkezdődött, a kivitelezéshez szükséges pénzügyi háttér megteremtésére csak 1872. március 9-én sikerült a hitelszerződéseket megkötni. Közben a kormány 1871-ben egy újabb grandiózus ötlettel állt a Képviselőház elé: a Nagykörút tervével. A két grandiózus új út egy akkor még gödörként tátongó nyolcszögletű téren – az Oktogonon – találkozott.

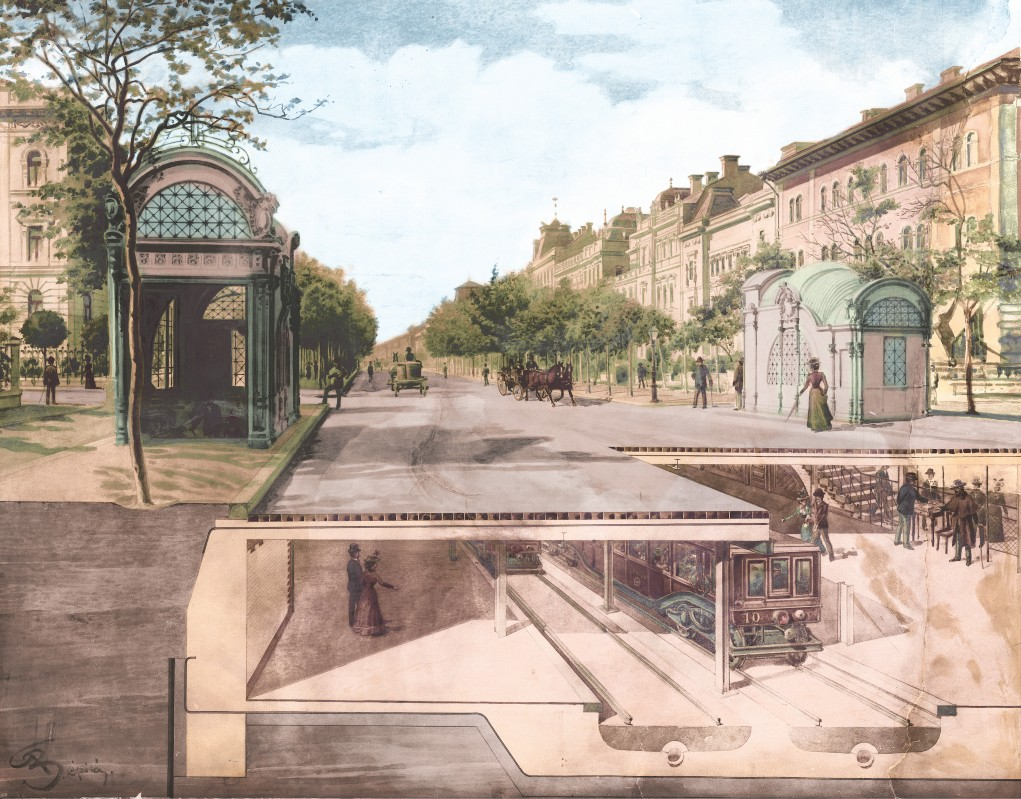
A Millenniumi Földalatti Vasút az Andrássy út alatt

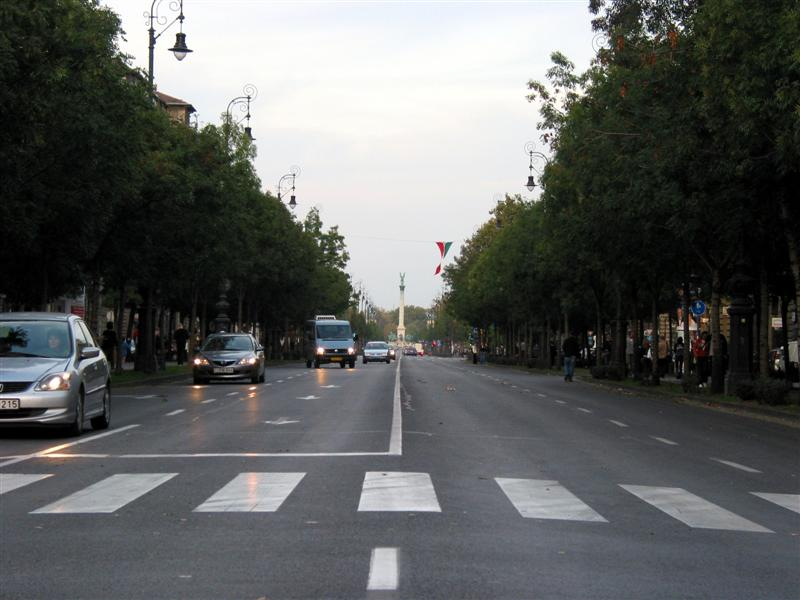
Andrássy út és mögötte a Hősök tere

Bár az útpálya hamar elkészült, a házak lassan épültek. Az építkezés kezdetén a korábbi zegzugos környéken számos házat lebontottak, így mintegy tízezer ember vált átmenetileg hajléktalanná. Az eredeti tervek szerint a Sugárút épületeinek 1872-től öt éven belül el kellett készülniük, a környező utcák házainak felhúzására tíz évet szántak. Az épületek tervezésével többek között Ybl Miklóst és Linczbauer Istvánt bízták meg. Az új út egységes eklektikus-neoreneszánsz stílusa ennek is köszönhető, nem csupán annak, hogy épületei egyazon időszakban keletkeztek.
Az 1873-as gazdasági válság lelassította az építkezéseket, sőt 1876-ra több vállalkozó vissza is adta a Fővárosnak a telket, mert nem tudták időben teljesíteni a szerződéseket. Ekkor ismét nagyszabású építkezési hullám vette kezdetét – immáron nem pénzügyi vállalkozókkal, hanem a felső-középosztály, illetve főurak részvételével: az első telektulajdonosok között volt többek között Szili Kálmán, Szemlér Mihály, gróf Erdődy István, gróf Keglevich Ilona, gróf Dessewffy Aurél, gróf Zichy Jánosné. Ők főleg a Sugárút külső részén (ma: az Andrássy út Bajza utca – Hősök tere közötti része), a villanegyedben építkeztek.
A Sugárút beburkolása annak egész hosszában ma [augusztus 23-án] befejeztetett. A burkolatnak még Szt. István ünnepe előtt kellett volna elkészülnie. (…) A Sugárút mellékutczáiban fekvő s a főv. [fővárosi] közmunkatanács tulajdonát képező ingatlanságok előtt a járda elkészítése a következő utczákban rendeltetett el, u. m. [úgymint] a Rózsa, Szív, Révay és Dobó utczákban, s ezeknél a munkálatok néhány nap alatt meg fognak kezdetni, az Izabella és Vörösmarty utczákban, minthogy ott a feltöltés még egészen nem eszközöltetett, a járda lerakása később fog foganatba vétetni
A mai Operaház helyén, a Hermina téren, mocsaras környéken egy kétes hírű csárda állt, mögötte meg zsibvásár, ami sokáig hátráltatta az új díszes Sugárút építését, de végül sikerült azt is kisajátítani. Az út utolsó telkét 1885-ben építették be.
Az utat 1876. augusztus 20-án adták át ünnepélyes keretek között. Eleinte Sugár-útnak hívták, majd 1885-ben nevezték el gróf Andrássy Gyuláról. A lovak patáit kímélése és a zajt csökkentése miatt fakockaborítást kapott az útpálya.
Az 1896-os millenniumi ünnepségek közeledtével a Városliget felé a tömegközlekedés megoldatlansága ismét előtérbe került. Ekkor Balázs Mór (a Budapesti Villamos Városi Vasút vezérigazgatója) felvetése nyomán az Andrássy út alatt egy földalatti vasút építését határozták el, amely két év alatt el is készült, tovább növelve az új díszsugárút presztízsét.

### Felújítása 1988 és 1996 között
Az Andrássy út megújításának gondolata az 1980-as évek végén merült fel. Elsőként az 1920-as években az Oktogon és a Hősök tere közötti szakaszra telepített platánfák cseréje vált szükségessé. A fasor 80 százaléka elpusztult illetve menthetetlenné vált a levegő szennyezése, az utak sózása és leaszfaltozása valamint gomba betegségek miatt. Az 1989-ben meghozott döntés szerint az Oktogon és a Kodály körönd között a városi terhelést jobban elviselő ostorfákat, a Köröndtől kifelé platánokat ültettek. A fasor cseréjének ütemét a Millenniumi Földalatti Vasút rekonstrukciójához igazították.
A földalatti felújítását 1987 májusában kezdték el, melynek során az alagút födémszerkezetének szigetelését és megerősítését végezték el. A Népköztársaság útját a Hősök tere és a Körönd között lezárták, a szervizutakon csak tömegközlekedési eszközök haladhattak. A fasor felújítás 1989 novemberében indult és 1990-ig tartott. Egyidejűleg új öntözővezetékeket, járdaburkolatot, utcabútorokat és korhű kandelábereket szereltek fel.
A Földalatti felújítása 1995 márciusában folytatódott. Az Andrássy utat ismét lezárták a forgalom elől. A munkák keretében a földalatti födémszerkezetére újabb vasbeton réteget helyeztek és szigetelték azt. Kicserélték a Földalatti pályaszerkezetét és az Oktogonnál lévő közműalagútban a több mint 100 éves vízvezetéket és 11 állomás felújítására is sor került. A Földalattit szeptember 18-án, a teljes Andrássy utat október 21-én adták át a forgalomnak. A teljes felújítás 1996-ban ért véget. A főváros az Andrássy út új arculatának kialakítására 521 millió, az útpálya felújításra 175 millió forintos összeget tervezett.

## Felosztása

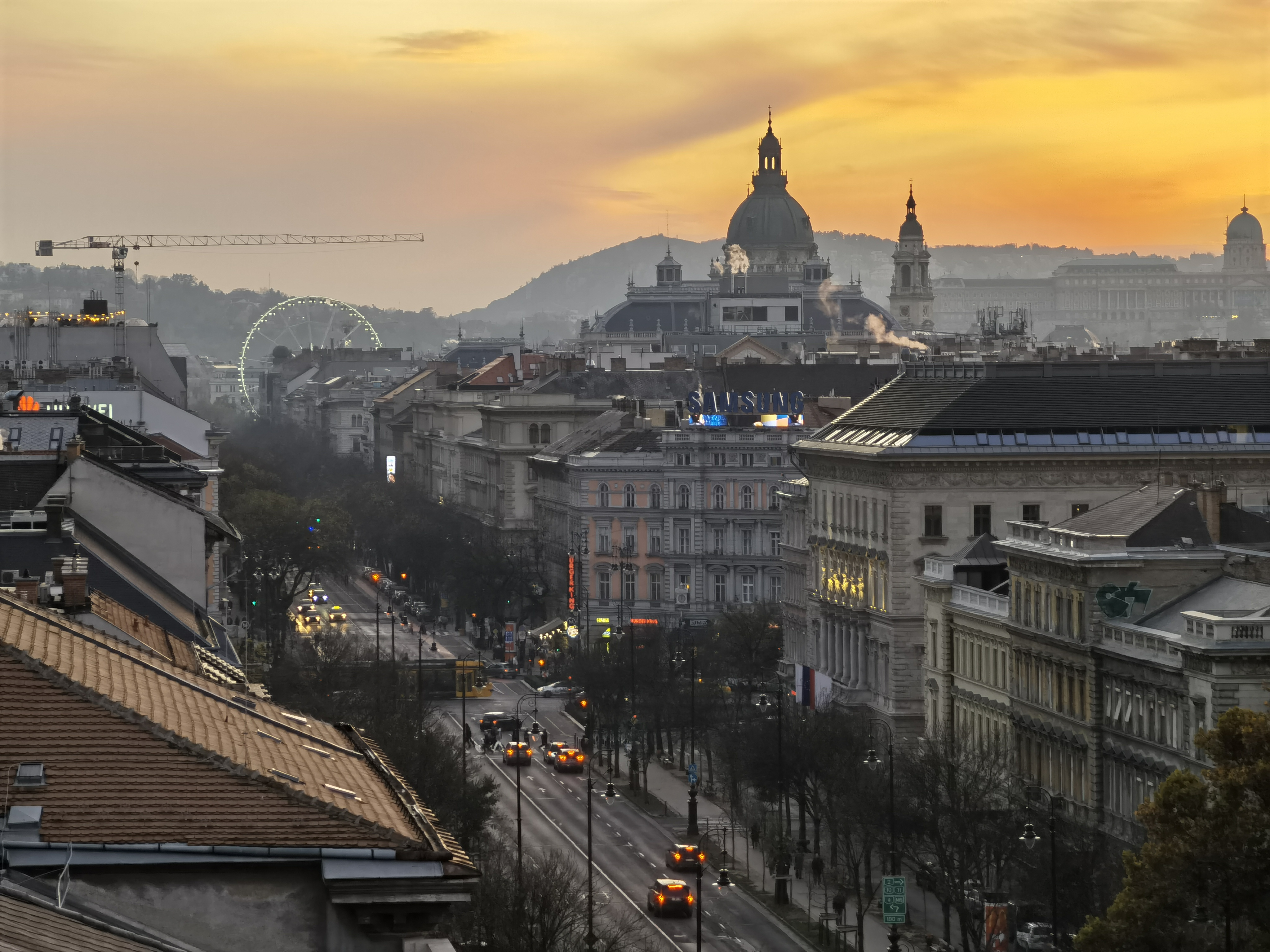
Kilátás a volt MÁV székház tetejéről.

Az Andrássy út három szakaszra osztható. A szakaszokon mind a beépítettség, mind az útpálya elrendezése, hosszúsága és szélessége is különbözik.
- Az első szakasz a Deák Ferenc tér és az Oktogon között húzódik. Az útszakasz hossza 844 m, szélessége 34 m. Itt az út zártsorú, 3–4 emeletes épületek, bérházak között fut. A folyamatosan felújításra kerülő paloták földszintjein elegáns kávézók, üzletek és butikok bérelnek helyiségeket.
- Az Oktogon hossza 95 méter.
- A középső szakasz az Oktogon és a Kodály körönd között található. Itt az út szélessége már 45,5 m. Az 563 m hosszú szakaszon a zártsorú építés megmarad, de az épületek alacsonyabbak és az út szélességének köszönhetően megjelenik a két szervizút, így e szakasz már inkább fasor jellegű.
- A Kodály körönd átmérője 123 méter.
- A harmadik szakasz a Kodály körönd és a Hősök tere között fekszik. Ennek hossza 656 m, szélessége itt is 45,5 m. Az utat itt különálló paloták, villák szegélyezik. Itt már kertvárosiasabb hangulatú a környék.

## Fontosabb épületek

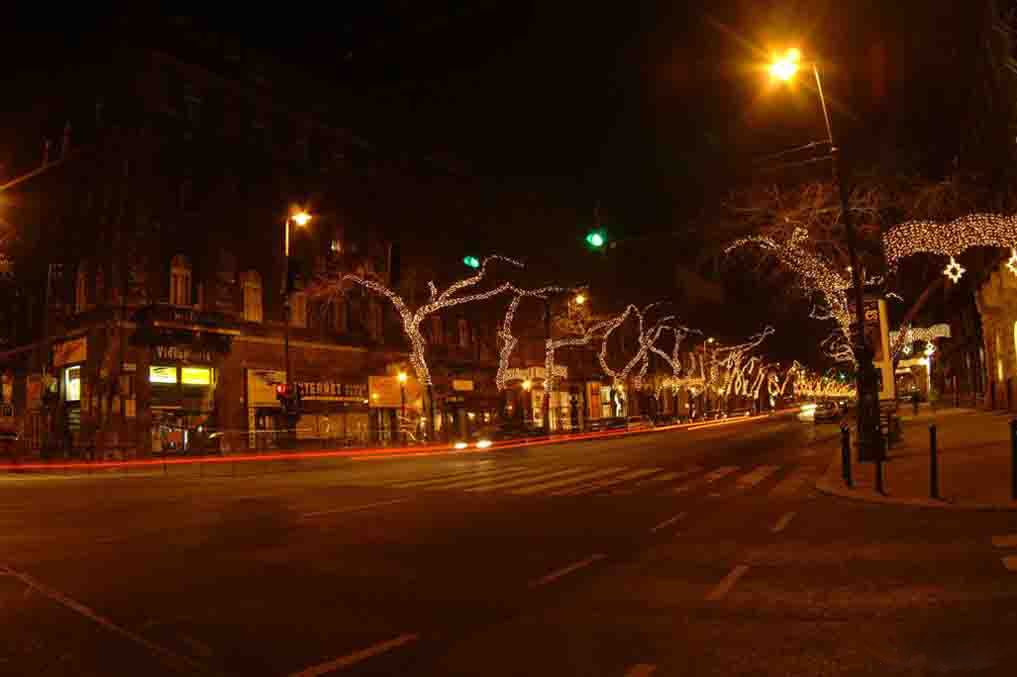
Karácsonyi díszfények

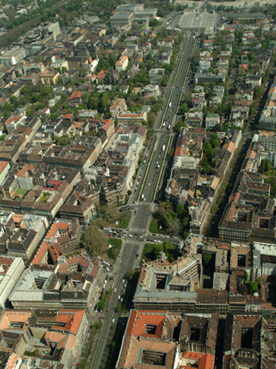
Az Andrássy út

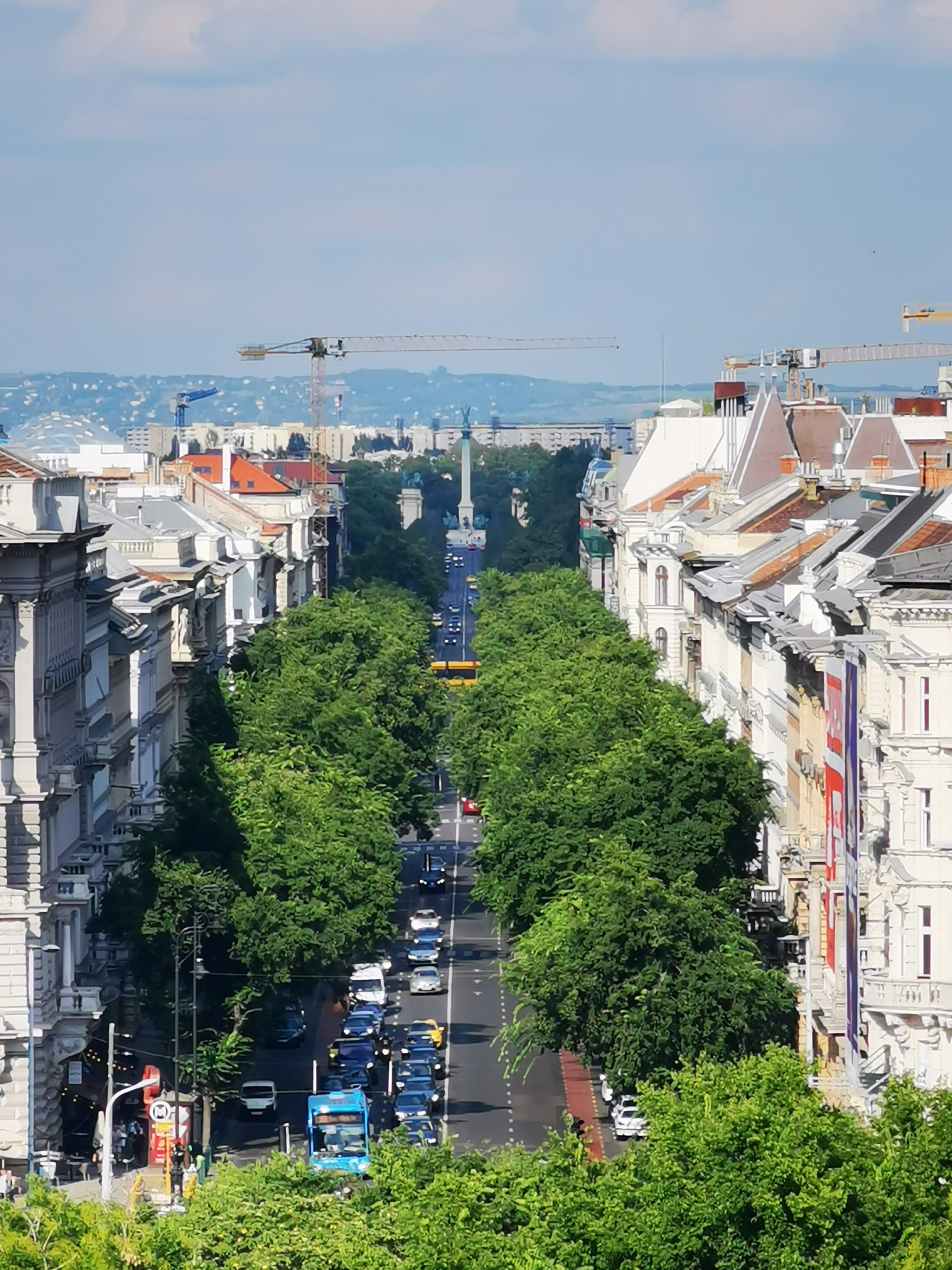
Az Andrássy út a Fischer üzlet- és bérház tetejéről

- Saxlehner-palota (Andrássy út 3.): A palotát Czigler Győző tervei szerint 1884–1886 között építették. Építtetője Saxlehner András. 1972-től 2012-ig a Magyar Posta bérelte, és itt működtette a Postamúzeumot, amely azután a Benczúr utcába költözött.
- Harkányi-palota (Andrássy út 4.): Harkányi Frigyes megbízásából épült meg a bérpalota. Tervezte Petschacher Gusztáv, 1882–1884 között épült meg.[13]
- Sváb-palota (Andrássy út 21.): Sváb Sándor földbirtokos (1827–1894) és felesége Helsinger Lujza (1828–1916) megbízásából épült bérpalota. Freund Vilmos tervei szerint 1883-ban épült meg, 1902-ig ebben a házban élt. A palota Sváb Sándor halála után feleségéé lett. Az ő halála után a palota a Pesti Magyar Kereskedelmi Bank tulajdonába került. 1944-ben az épület csillagos ház lett. Később műemlék lett.

1884-ben ennek a háznak a földszintjére költözött Wodianer Fülöp és Fia cég központi könyvkereskedése. 1944-ig itt működtek. A háború után egykori helyiségeikbe a Művelt Nép Könyvterjesztő Vállalat, majd 1951-ben a Csehszlovák Kultúra Háza (más néven Csehszlovák Kultúrközpont) költözött. 1988-ban a Csehszlovák Kultúrközpont továbbköltözött a Rákóczi útra.
- Magyar Állami Operaház épülete (Andrássy út 22.): 1875–1884 között építették meg. Tervezője és megépítője Ybl Miklós volt. 1912-ben fontos korszerűsítéseket végeztek az Operaház épületén Medgyaszay István vezetésével. 2016 óta felújítás alatt áll – Zoboki Gábor tervei szerint újítva fel.[17] Bár 2018-ra tervezték a felújítás végét, de utána is felújítás alatt állt.
- Drechsler-palota (Andrássy út 25.): az Andrássy út egyetlen olyan palotája, amelyik nem a tulajdonosáról vagy a tervezőjéről kapta nevét, hanem az épület földszintjén működő kávéházról, amely 1885-ben nyílt meg, eredetileg viszont a kávéház neve Grand Caffe-Restaurant de l’Opera volt és Reutter Nándor volt a kávéház bérlője (a szakirodalomban sokáig Grand Café Reutternek nevezték ezt a kávéházat).[18] A földszinten, a pincehelyiségben és az emeleten nemcsak kávéház, hanem vendéglő (első bérlője ifj. Ruscher György volt, később Reutter Nándor átvette ezt is, 1899-től pedig Drechsler Béla vette át ezt, akinek nevét Krúdy Gyula Drexler néven írta következetesen), a pincében söröző is nyílt. A bérpalota tervezése és építése a MÁV nyugdíjintézetének a megbízásából Lechner Ödön és Pártos Gyula tervei szerint 1883–1886 között zajlott.

1949-ben az állam beszüntette a vendéglátást az épületben, az épületet államosította és az Állami Balettintézetnek adta (az épületben viszont az ilyen jellegű oktatás már ezt megelőzően is zajlott, hiszen a házban 1936-ban nyílt meg Nádasi Ferenc balettművész tánciskolája, ez a magániskola viszont az 1949-es államosítás után megszűnt), a balettintézet 2002-ig működött itt. 1972–1976 között részben renoválták a házat. 1997-ben a terézvárosi önkormányzat eladta az épületet.
- A „pesti Broadway” – a Nagymező utca környéke, színházi negyed
- A Liszt Ferenc tér és a Jókai tér – divatos szórakozónegyed
- A Párisi Nagy Áruház (egykori Divatcsarnok) – áruház és irodaház (Andrássy út 39.)
  - benne a Párisi Galéria Művészeti Szalon és Aukciósház
- Abbázia kávéház (49. sz.): 1888-ban alapította Steuer Jónás Gyula. Ez volt a kulturális és politikai élet társasági központja. 1949-ben államosították a kávéházat, majd Abbázia Étterem és Presszó néven működött a Pannónia Szálloda és Vendéglátóipari Vállalat kezelésében. 1975-ben gyorsétteremmé alakították, boxokkal, 1985-ben megszüntették és különtermet hoztak létre, mely 1992-ben bezárt. Utána a K&H Bank költözött az épületbe, s 2011-ben az épületen belül a bankfiókban felújítást végzett[22][23]
- A Terror Háza Múzeum (Andrássy út 60.)
- Yunus Emre Török Kulturális Központ (Andrássy út 62.)
- A régi Zeneakadémia (Andrássy út 67.) ≈≈
  - Liszt Ferenc-emlékház (Vörösmarty utca 35.)[24]
- Budapest Bábszínház (Andrássy út 69.)
- A Régi Műcsarnok
  - Magyar Képzőművészeti Egyetem (Andrássy út 69–71.)
- A volt Lukács cukrászda (Andrássy út 70.): 1880-ban épült meg az épület neoreneszánsz stílusban. 1912-ben Novák Imre tervei szerint átalakították. Az átalakítás után ideköltözött a Különlegességi cukrászda – amelyet Pannonhalmi Béla hozott létre –, mely később Lukács cukrászda néven működött tovább 2012-ig (és amelynek a berendezése iparművészetileg védett volt később). 2018-ban az állam megvásárolta az épületet és a miniszterelnökség egyik osztálya költözött ide.[25][26] Annak ellenére, hogy a Miniszterelnökség műtárgyfelügyeleti osztályának online regisztere ma (2021-ben) is úgy tartja nyilván a szalon műemléki védettségű belsőépítészeti tárgyegyüttesét, mint ami nyilvánosan látogatható, egy biztonsági őr az érdeklődő újságírók számára önkényesen megtagadta a belépést.[27]
- A MÁV székháza (Andrássy út 73–75.)
- Kodály Zoltán Emlékmúzeum és Archívum (Kodály körönd 1.)
- A Magyar Újságírók Országos Szövetsége (MÚOSZ) korábbi székháza (Andrássy út 101.)
- Hopp Ferenc Ázsiai Művészeti Múzeum (Andrássy út 103.)
- Babocsay-villa, Szerbia budapesti nagykövetsége (Andrássy út 129., Dózsa György út 92/b)

## Az Andrássy út az irodalomban és a filmekben
- Az Andrássy út visszatérő helyszín Kondor Vilmos magyar író Budapest noir című bűnügyi regényében.
- Juhász Gyula 1925-ben Andrássy útján a fanyar tavaszt örökítette meg a Magyarok Pesten költeményében:

Kiss József:

Az Andrássy-uton

A keskeny utczák, szűk sikátorok,

Hol andalogtam szebb napokba' régen,

A melyek látták ifjú dőreségem

Eltűntek mind – alig maradt nyomok.

Ahol bizalmas ablakok alatt,

Féléjszakákon lestem egy-egy árnyat,

Erkélyes, tornyos büszke palotáknak

Pompája állja el az utakat.

Szent helyeimet mind elfalaztátok!

Az első édes találkozó helyet!

S mint sírból künnrekedt kísértetek —

Úgy bolygok itten s haza nem találok.

Puhatolódzom .... a márvány megett

Hol csendült ifjan itt az első ének?

Isten bocsássa meg tinéktek

A pusztitást, mit véghez vittetek?
Juhász Gyula:

Magyarok Pesten

Andrássy útján a fanyar tavasznak

Zöld aranyában égnek a tetők,

Piros, kék gömbök szállnának magasba

S rövid pórázon csak libegnek ők.

Ó mennyi pompa, mennyi fény és mennyi

Hiúság baktat csillogó uton,

Piros, kék gömbök módján fönn lebegni

Az élet színén, büszkén, ámulón.

De egy sarokban, az árkádok alján

Megállít két bús bálvány, két anyó.

Matyóhímzéssel jöttek Pestre, tarkán

És most delelnek: előttük motyó.

A tavasz napja minden ragyogása

A tarka hímzésen táncol, kacag,

Ott tündököl, mint Ázsia varázsa

S a tömeg elmegy mellette, a vak.

Ők lelküket hímezték álmodozva

E szép holmikba, ősi vágyakat

Szőttek beléjük s e keleti pompa

Az egyetlen, mi nékik megmaradt.

A két bús bálvány mozdulatlan árván

A robogásos útra rámered.

Oly furcsa nékik mind e lárma, látvány,

Testvéreim ők s itt idegenek.
- Magyarok Pesten – A Magyarság 1925 március 1.-jei számában jelent meg először.